# 瞬膜

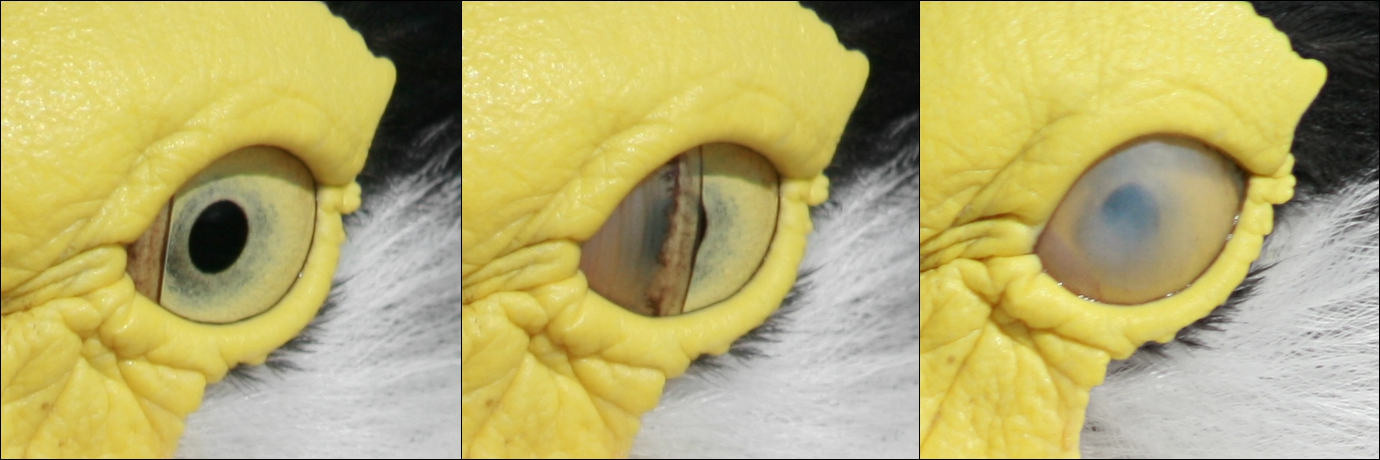
瞬膜を閉じるズグロトサカゲリ。

瞬膜（しゅんまく、英語: Nictitating membrane）とは、まぶたとは別に水平方向に動いて眼球を保護する透明又は半透明の膜。第三眼瞼（英語: third eyelid）ともいう。
「まばたき」を意味する「瞬」の字をもって「瞬膜」と呼ばれる。

## 瞬膜をもつ種

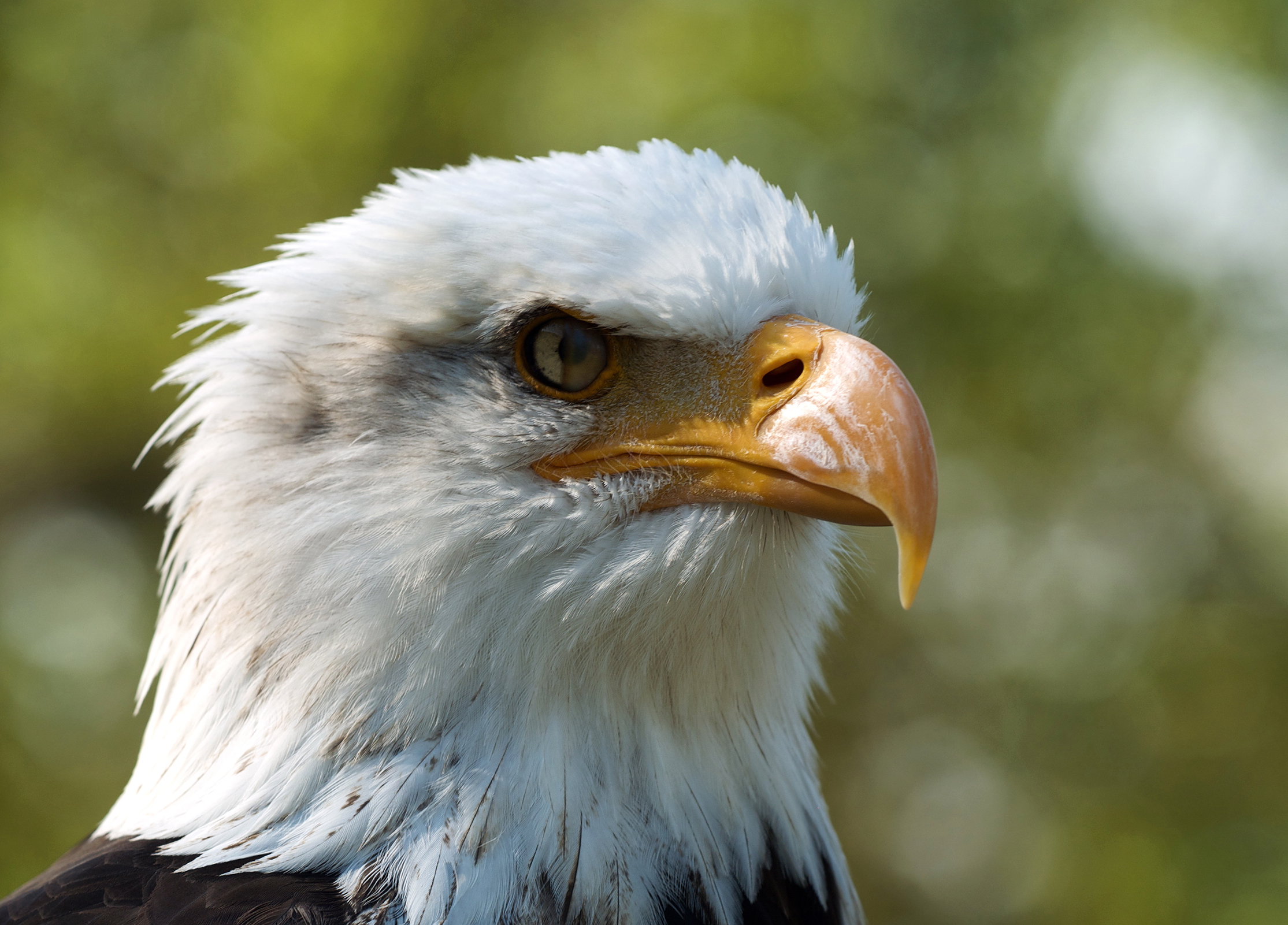
瞬膜を半分ほど閉じたハクトウワシ。

両生類や魚類の一部（サメの仲間）、及び鳥類、爬虫類は発達した瞬膜をもつが、哺乳類では瞬膜が痕跡器官となっている種も多く、霊長類では一部の種に限られる。ただし哺乳類でもラクダやホッキョクグマ、ツチブタ、鰭脚類（アシカやアザラシの仲間）には完全な瞬膜がある。鳥は自由に瞬膜を動かすことができる。

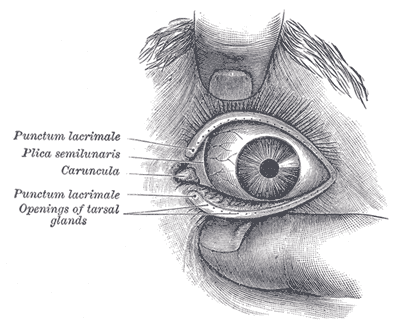
ヒトの半月ひだは瞬膜の痕跡器官と考えられている。

ヒトの場合、半月襞（はんげつひだ、plica semilunarisまたはsemilunar fold）とそれに繋がる筋肉がおそらく他の瞬膜に対応する器官ではないかと考えられている。霊長類のほとんどの種はこの半月襞をもつが、キツネザルやロリス下目の種は十分に発達した瞬膜をもつ。

## 機能
上下に開閉する上眼瞼・下眼瞼と異なり、瞬膜は水平方向に動いて眼球を覆い、保護する。また通常半透明の膜であるが、ビーバーやマナティなどは水中で眼球を保護するため瞬膜を閉じて活動し、瞬膜も透明である。一方、アシカのように砂埃やゴミから目を守るため陸上で瞬膜を閉じているものもある。猛禽類はヒナに餌を与える際、目をつつかれないよう瞬膜を閉じる。またハヤブサは獲物を狙って急降下するとき、繰り返し瞬膜をまばたきして眼球の潤いを保ちゴミがつかないようにする。ホッキョクグマの瞬膜は、雪に反射する太陽光で雪眼（雪眼炎）にならないよう目を保護するはたらきがある。サメは獲物を襲う際に目を守るため瞬膜を閉じる。キツツキは木の幹をクチバシで叩く瞬間に瞬膜を閉じ網膜を保護している。
多くの動物は、眼球へ何らかの刺激（風など）を受けると眼を守るため反射的に瞬膜が閉じる。この反射を利用してウサギに古典的条件付けを行う実験も多い。

## チェリーアイ

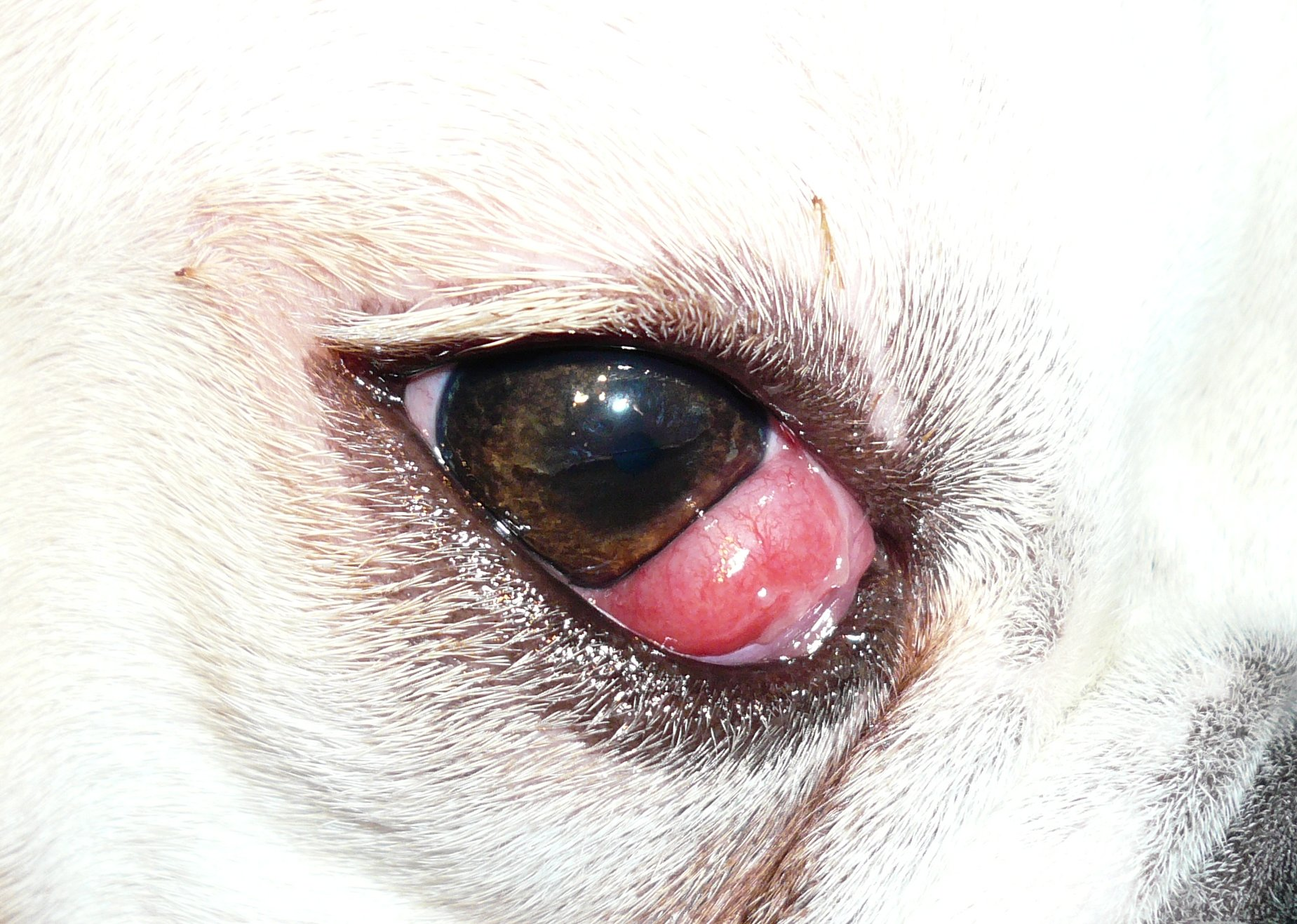
イヌのチェリーアイ

イヌやネコの瞬膜（第三眼瞼）は筋線維部分があまり発達していないので普段は見えないが、逆に瞬膜がいつも見えるときは何らかの体調不良や病気が疑われる。ただし健康なイヌ・ネコでも、寝ている間に目をゆっくり開けたり目のまわりを押したりすると瞬膜を確認できる。瞬膜が逸脱して「チェリーアイ (cherry eye) 」と呼ばれる症状になり易い犬種もある。。